# Gapura Timur
Gapura Timur is een bestuurslaag in het regentschap Sumenep van de provincie Oost-Java, Indonesië. Gapura Timur telt 2946 inwoners (volkstelling 2010).